# Марешова, Анна
Анна Шварцова-Марешова (чеш. Anna Švarcová-Marešová; род. 18 ноября 1946[…], Прага) — чехословацкая гребчиха, выступавшая за сборную Чехословакии по академической гребле в 1970-х годах. Победительница и призёр первенств национального значения, участница летних Олимпийских игр в Монреале.

## Биография
Родилась 18 ноября 1946 года в Праге.
Впервые заявила о себе в академической гребле на международном уровне в сезоне 1971 года, когда вошла в состав чехословацкой национальной сборной и выступила чемпионате Европы в Копенгагене, где в зачёте парных двоек стала шестой.
В 1975 году на чемпионате мира в Ноттингеме заняла девятое место в одиночках.
Благодаря череде удачных выступлений удостоилась права защищать честь страны на летних Олимпийских играх 1976 года в Монреале, где впервые была представлена программа женской академической гребли. В составе парного экипажа-четвёрки, куда также вошли гребчихи Мари Бартакова, Гана Кавкова, Ярмила Паткова и рулевая Алена Свободова, финишировала на предварительном квалификационном этапе третьей, но через дополнительный отборочный заезд всё же прошла в главный финал А, где в конечном счёте показала пятый результат.
После монреальской Олимпиады Марешова ещё в течение некоторого времени оставалась действующей спортсменкой и продолжала принимать участие в крупнейших международных регатах. Так, в 1977 году она отметилась выступлением на чемпионате мира в Амстердаме, где в программе парных двоек заняла итоговое седьмое место.